# かみひとえ
『かみひとえ』は、テレビ朝日系列で2019年4月4日から2020年9月21日まで放送されていたバラエティ番組。
2019年6月27日までは『ヤバイかスゴイか カミヒトエ!』として、「ネオバラ3」で放送された（関東ローカル）。同年7月1日からは『かみひとえ』に改題、全国ネットに拡大し、「ネオバラエティ」で放送された。
ABEMA TVにて派生番組の『裏かみひとえ』を放送。こちらの司会は空気階段が務める。

## 概要
番組内容は、タレントや一般人によって投稿された動画からスターを発掘する。当初は『取扱注意人物スターの種か?デンジャーか?』というタイトルで、『第2企画工場』枠にて2018年10月11日および18日に放送された。この時のMCはココリコと朝日奈央。その後、企画内容は全く同じまま、2019年1月5日の特番で『カミヒトエ』に改題。出演はココリコ、博多華丸・大吉、朝日奈央、桜井日奈子。
その3ヶ月後の2019年4月、水曜ネオバラ3枠でレギュラー化。更に3ヶ月後の2019年7月に午後11時台のネオバラ枠に移動。次第に巨額の収入を得ているなどの人物に密着する「かみひとえな人物」、“かみひとえなグルメ”をお笑い第七世代を中心とする芸人がリポートする「ビストロかみひとえ」などの企画がメインに変わっていった。
ココリコは、「ネオバラエティ」移動後としては『ココリコA級伝説』以来、20年ぶりに「ネオバラ」への復帰となった。
2020年3月30日放送分から、弘中綾香（テレビ朝日アナウンサー）が加入した。
2020年秋改編で月曜ネオバラエティ枠に『激レアさんを連れてきた。』が移動する為、当番組は、同年9月21日をもって終了となった。一部の企画は『お願い!ランキング』（関東ローカル）に移した上で継続することになった。同時に、1998年10月に開始した『ココリコ黄金伝説』から22年続いたテレビ朝日におけるココリコのレギュラー番組も終了となった。テレビ朝日に限らず、テレビ番組全体を含めてもココリコがMCを務めた最後のレギュラー番組となっている。
なお、一部のスポーツ紙では同年10月以降も継続予定で、9月で終了する『やべっちFC〜日本サッカー応援宣言〜』の後番組として枠移動するとの報道もあった。

## 出演者

### MC
- 博多華丸・大吉（博多華丸・博多大吉）　番組開始〜
- ココリコ（遠藤章造・田中直樹）　番組開始〜
- 弘中綾香　2020年3月30日〜

### 準レギュラー・ゲスト
- スタジオ週替わり出演
  - 夏菜（ツインテール姉妹）
  - 朝日奈央（ツインテール姉妹）
  - ほかスタジオゲスト1、2組出演
- 主なロケーション芸人
  - 四千頭身
  - 納言
  - すゑひろがりず
  - 3時のヒロイン
  - ほか

### 裏かみひとえ
- MC 
  - 空気階段

## ネット局と放送時間
| 放送対象地域   | 放送局                       | 系列           | 放送日時                     | ネット状況 | 脚注       |
| -------------- | ---------------------------- | -------------- | ---------------------------- | ---------- | ---------- |
| 関東広域圏     | テレビ朝日（EX）             | テレビ朝日系列 | 月曜 23:15 - 翌0:15          | 【制作局】 | 【制作局】 |
| 北海道         | 北海道テレビ（HTB）          | テレビ朝日系列 | 月曜 23:15 - 翌0:15          | 同時ネット |            |
| 青森県         | 青森朝日放送（ABA）          | テレビ朝日系列 | 月曜 23:15 - 翌0:15          | 同時ネット |            |
| 岩手県         | 岩手朝日テレビ（IAT）        | テレビ朝日系列 | 月曜 23:15 - 翌0:15          | 同時ネット |            |
| 宮城県         | 東日本放送（KHB）            | テレビ朝日系列 | 月曜 23:15 - 翌0:15          | 同時ネット |            |
| 秋田県         | 秋田朝日放送（AAB）          | テレビ朝日系列 | 月曜 23:15 - 翌0:15          | 同時ネット |            |
| 山形県         | 山形テレビ（YTS）            | テレビ朝日系列 | 月曜 23:15 - 翌0:15          | 同時ネット |            |
| 福島県         | 福島放送（KFB）              | テレビ朝日系列 | 月曜 23:15 - 翌0:15          | 同時ネット |            |
| 長野県         | 長野朝日放送（abn）          | テレビ朝日系列 | 月曜 23:15 - 翌0:15          | 同時ネット |            |
| 新潟県         | 新潟テレビ21（UX）           | テレビ朝日系列 | 月曜 23:15 - 翌0:15          | 同時ネット |            |
| 静岡県         | 静岡朝日テレビ（SATV）       | テレビ朝日系列 | 月曜 23:15 - 翌0:15          | 同時ネット |            |
| 石川県         | 北陸朝日放送（HAB）          | テレビ朝日系列 | 月曜 23:15 - 翌0:15          | 同時ネット |            |
| 中京広域圏     | 名古屋テレビ（メ～テレ/NBN） | テレビ朝日系列 | 月曜 23:15 - 翌0:15          | 同時ネット |            |
| 広島県         | 広島ホームテレビ（HOME）     | テレビ朝日系列 | 月曜 23:15 - 翌0:15          | 同時ネット |            |
| 山口県         | 山口朝日放送（yab）          | テレビ朝日系列 | 月曜 23:15 - 翌0:15          | 同時ネット |            |
| 香川県・岡山県 | 瀬戸内海放送（KSB）          | テレビ朝日系列 | 月曜 23:15 - 翌0:15          | 同時ネット |            |
| 愛媛県         | 愛媛朝日テレビ（eat）        | テレビ朝日系列 | 月曜 23:15 - 翌0:15          | 同時ネット |            |
| 福岡県         | 九州朝日放送（KBC）          | テレビ朝日系列 | 月曜 23:15 - 翌0:15          | 同時ネット |            |
| 長崎県         | 長崎文化放送（ncc）          | テレビ朝日系列 | 月曜 23:15 - 翌0:15          | 同時ネット |            |
| 熊本県         | 熊本朝日放送（KAB）          | テレビ朝日系列 | 月曜 23:15 - 翌0:15          | 同時ネット |            |
| 大分県         | 大分朝日放送（OAB）          | テレビ朝日系列 | 月曜 23:15 - 翌0:15          | 同時ネット |            |
| 鹿児島県       | 鹿児島放送（KKB）            | テレビ朝日系列 | 月曜 23:15 - 翌0:15          | 同時ネット |            |
| 沖縄県         | 琉球朝日放送（QAB）          | テレビ朝日系列 | 月曜 23:15 - 翌0:15          | 同時ネット |            |
| 近畿広域圏     | 朝日放送テレビ（ABC TV）     | テレビ朝日系列 | 火曜 0:30 - 1:32（月曜深夜） | 75分遅れ   | [ 注 7 ]   |
| 高知県         | テレビ高知（KUTV）           | TBS系列        | 月曜 23:56 - 翌0:56          | 遅れネット |            |

## スタッフ
- ナレーター：落合福嗣、マリナ・アイコルツ[5]
- 構成：鈴木おさむ、樋口卓治、なかじまはじめ、三浦智信、木崎正和、横張晋司
- TM：高田格
- 技術：廣瀬義幸
- カメラ：古川雅之、石井豪
- 音声：五十嵐暢之
- 映像：苫米地要二、小林祐輝
- 照明：湯浅洋一
- 美術プロデューサー：山下高広
- デザイン：小柳千尋
- 美術進行：清水基恵
- 大道具：作田慎之介
- 電飾：西尾亘平
- メイク：川口カツラ店
- 美術協力：テレビ朝日クリエイト
- 編集：下間俊樹・高美こころ（共にヌーベルアージュ）
- MA：安河内隆文（ヌーベルアージュ）
- 音響効果：有木岳人（メディアハウスサウンドデザイン）
- TK：中里優子
- 編成：三浦靖雄
- 宣伝：高橋夏子
- デスク：丸山加奈子
- リサーチ：トロリー、瑞原信行、岩間丈倫
- 協力：東京オフラインセンター ほか
- 制作協力：クリーク・アンド・リバー社、オフィスぼくら
- 統括：奥川晃弘
- 制作スタッフ：山田雅大、新垣拓也、大沢陽香、齋藤瑞生、服部来紀、中村真優、須藤亮佑、福井麻友
- 制作進行：坂入清美
- アシスタントプロデューサー：古田早絵、柳佑輔、渡辺敦成（古田・渡辺→途中から）
- ディレクター：村松茂樹、徳光恵太、根ヶ山高弘、土屋豪広（徳光→以前は制作スタッフ）
- チーフディレクター：熊川隆太
- 演出：三枝健介
- プロデューサー：矢崎浩司、田嶋香里、草柳孝司、岩本浩一、雨宮雄太
- ゼネラルプロデューサー：樋口圭介（途中から）
- 制作著作：テレビ朝日

### 過去のスタッフ
- 構成：齋藤亮、樅野太紀、細川拓朗（樅野・細川→途中から）
- 編集：寺岡慎也（オムニバス・ジャパン）
- MA：小野敬太郎（オムニバス・ジャパン）
- 編成：吉冨大輔、小古山拓矢、岩井健太郎
- 制作協力：ランチ（途中から）
- 制作スタッフ：中村健太、安達拓未、竹重茉那、天野雄太、古田由羅、福岡尚也、根本賢哉、大平ゆりえ、清田僚太、池史斗、衛藤行稀
- 制作進行：友枝あす香
- アシスタントプロデューサー：米重絵理、加藤朗紀子、鈴木園子、配藤麻衣（加藤・鈴木→途中から）
- ディレクター：佐々木圭、内藤麻衣子、内山真吾、東隆志、小松聡、門脇大志、中平達将、松岡信行、古川祥行、栗崎圭悟、渡邊咲紀、池田政紀、三浦魁、前田智也
- チーフディレクター：奥田隆英、萩森豪（萩森→途中から）
- 演出：船引貴史（途中から）
- プロデューサー：桑野和之、武蔵祐輝、中野光春、松本あゆみ（松本→途中から）
- ゼネラルプロデューサー：友寄隆英